# 渭源站
渭源站，位于中华人民共和国甘肃省定西市渭源县锹峪镇，是兰渝铁路上的火车站，于2017年9月29日启用，由兰州铁路局陇西车务段管辖。

## 車站周邊
- 中国电信Y183营业厅

## 歷史
- 2017年9月29日正式启用。